# 关店乡 (凤台县)
关店乡，是中华人民共和国安徽省淮南市凤台县下辖的一个乡镇级行政单位。

## 行政区划
关店乡下辖以下地区：
关店村、向桥村、蔡庄村、幸福村、常楼村、陈庙村、前老村、大程村、赵埔村、周庄村、瓦房村、竹元村和幸圩村。